# Eriks Ādamsons
Œuvres principales
Smalkās kaites (1937)
Eriks Ādamsons né le 22 juin 1907 et mort le 28 février 1946 à Riga en Lettonie est un poète et écrivain letton. Il était également auteur de quelques pièces de théâtre et traducteur. Il a traduit en letton les œuvres de Byron, Ibsen, Wilde, Kipling, Tennyson, Browning. Son recueil de nouvelles Smalkās kaites (1937) fait partie du Canon culturel letton.
L'écrivain est décédé le 28 février 1946 d’une tuberculose pulmonaire.

## Biographie
Ādamsons est né à Riga sous Empire russe dans la famille du comptable de l'entreprise de réparation des bateaux. Dans son enfance, le garçon n'est privé de rien. Sous l'impulsion de ses deux grand-mères il découvre très tôt le piano et le théâtre. Il lit également beaucoup. Sa scolarité s'est déroulée à l'école élémentaire rue Raņķa dambis dans l'Āgenskalns, puis au gymnase no 1 de Riga où son professeur de littérature était Vilis Plūdons. Sa première publication, une comédie Amora apburtā lapene parut en 1924. Il a entamé les études de droit à l'Université de Lettonie en 1924, mais abandonna en 1928. À partir des années 1930, il se consacra uniquement à la littérature. Fut membre de l'association d'artistes Zaļā vārna (La Corneille verte). Il habitait un appartement rue Indrānu décoré en noir et rouge par Romans Suta. En 1931, Ādamsons s'est marié avec la poétesse Mirdza Ķempe, mais leur union n'a duré que quelques années. Son ami Anšlavs Eglītis a illustré la couverture de son premier recueil de nouvelles Maux raffinés (Smalkās kaites) publié en 1937. Pendant la première occupation soviétique Ādamsons essaye de s'adapter au nouveau régime, en traduisant les chansons russes ainsi que le conte d'Alexis Tolstoï La Petite Clé d'or ou Les Aventures de Bouratino Sous le gouvernement de Reichskommissariat Ostland, ses écrits furent objet d'une censure et ne furent publiés que par le journal Latvju Mēnešraksts dirigé alors par Kārlis Skalbe. Ādamsons a toutefois sorti quelques livres sous pseudonyme Ēriks Rīga. Il travaille à cette époque dans une librairie et occasionnellement aux travaux forestiers. En 1943, il a commencé à réunir le matériel sur le peintre Kārlis Padegs afin d'écrire une étude sur son œuvre. Il rencontre sa veuve Elvira Padega qu'il épouse en 1944. Cette même année on attribue à Ādamsons le prix du fonds culturel Rainis et Aspazija. En 1945, naquit son unique enfant, prénommé Askolds, qui ne vit que quelques mois. L'écrivain contracte la tuberculose dont sa femme souffre depuis plusieurs années. Il décède en hiver 1946, au sanatorium de Biķernieki.
Ādamsons est inhumé au Cimetière Rainis à Riga. Sa sœur ainée Lilija Ādamsone-Vilka lui a consacré un recueil de souvenirs Visu mūžu līdzās nāk brālis Eriks (Varavīksne 1981).